# 47e cérémonie des César
La 47e cérémonie des César du cinéma, organisée par l'Académie des arts et techniques du cinéma, s'est déroulée à Paris, à l'Olympia comme la précédente, le 25 février 2022, et récompense les films sortis en France en 2021. Elle est présentée par Antoine de Caunes,, qui avait été maître de cérémonie pour la dernière fois en 2013. La présidente de cette année est la réalisatrice et scénariste Danièle Thompson,.
La cérémonie est dédiée à Gaspard Ulliel, mort le 19 janvier 2022.
Deux nouvelles récompenses sont introduites lors de cette édition, :
- le César des meilleurs effets visuels ;
- le César du meilleur court métrage documentaire, qui avait été décerné pour la dernière fois en 1991. Par conséquent, ce retour rétablit également le César du meilleur court métrage de fiction pour différencier les deux catégories, alors que le César du meilleur court métrage disparaît.

## Présentateurs et intervenants
Par ordre d'apparition :
- Antoine de Caunes, maître de cérémonie
- Danièle Thompson, présidente de la cérémonie
- Franck Gastambide, pour la remise du César du meilleur espoir féminin et du César du meilleur espoir masculin. Il remplace à la dernière minute Carole Bouquet, positive à la Covid-19[7]
- Happening de Marie s'infiltre
- Le Palmashow, pour la remise du César des meilleurs effets visuels et du César du meilleur court-métrage de fiction
- William Lebghil et Félix Moati, pour la remise du César des meilleurs costumes et du César des meilleurs décors
- Elsa Zylberstein, pour la remise du César du meilleur premier film
- Hommage à Jean-Paul Belmondo
- Lyna Khoudri et Anaïs Demoustier, pour la remise du César de la meilleure actrice dans un second rôle et du César du meilleur acteur dans un second rôle
- Antoine de Caunes, pour la remise du César du meilleur court-métrage documentaire et du César du meilleur film documentaire
- Emma Mackey, pour la remise du César du meilleur film étranger
- Intermède musical par Sparks
- Djebril Zonga et Amira Casar pour la remise du César du meilleur montage et du César de la meilleure photographie
- Hommage à Danièle Thompson
- Alexis Michalik, pour la remise du César du meilleur scénario original et du César de la meilleure adaptation
- Nicolas Maury, pour la remise du César du meilleur son
- Sketches avec Clotilde Hesme, Guillaume Gallienne, Jean Dujardin, François Berléand, Valérie Bonneton, Bérénice Bejo, Sami Outalbali
- Sofiane Zermani pour la remise du César de la meilleure musique originale
- Sketch de José Garcia et Antoine de Caunes
- Isabelle Huppert, pour la remise du César d'honneur
- Ana Girardot et Bertrand Usclat, pour la remise du César du meilleur court-métrage d'animation et du César du meilleur film d'animation
- Xavier Dolan, pour un hommage à Gaspard Ulliel, puis hommage à Bertrand Tavernier, Jean-Jacques Beineix et aux autres disparus de l'année
- François Cluzet, pour la remise du César du meilleur acteur
- Omar Sy, pour la remise du César de la meilleure actrice
- Cate Blanchett, pour la remise du César de la meilleure réalisation
- Danièle Thompson, pour la remise du César du meilleur film

## Palmarès
Les nommés ont été dévoilés le 26 janvier 2022. Le film le plus nommé est Illusions perdues de Xavier Giannoli. Avec 16 nominations dans 14 catégories différentes, il s'agit du film ayant obtenu le plus de nominations dans l'histoire des César du cinéma.

### Meilleur film
- Illusions perdues de Xavier Giannoli, produit par Olivier Delbosc et Sidonie Dumas
  - Aline de Valérie Lemercier, produit par Édouard Weil, Alice Girard et Sidonie Dumas
  - Annette de Leos Carax, produit par Charles Gillibert
  - BAC Nord de Cédric Jimenez, produit par Hugo Sélignac
  - L'Événement d'Audrey Diwan, produit par Édouard Weil et Alice Girard
  - La Fracture de Catherine Corsini, produit par Élisabeth Perez
  - Onoda, 10 000 nuits dans la jungle d'Arthur Harari, produit par Nicolas Anthomé et Lionel Guedj

### Meilleure réalisation
- Leos Carax pour Annette
  - Valérie Lemercier pour Aline
  - Cédric Jimenez pour BAC Nord
  - Audrey Diwan pour L'Événement
  - Xavier Giannoli pour Illusions perdues
  - Arthur Harari pour Onoda, 10 000 nuits dans la jungle
  - Julia Ducournau pour Titane

### Meilleure actrice
- Valérie Lemercier pour le rôle d'Aline Dieu dans Aline
  - Leïla Bekhti pour le rôle de Leïla dans Les Intranquilles
  - Valeria Bruni Tedeschi pour le rôle de Raphaëlle dans La Fracture
  - Laure Calamy pour le rôle de Marie dans Une femme du monde
  - Virginie Efira pour le rôle de Benedetta Carlini dans Benedetta
  - Vicky Krieps pour le rôle de Clarisse dans Serre moi fort
  - Léa Seydoux pour le rôle de France de Meurs dans France

### Meilleur acteur
- Benoît Magimel pour le rôle de Benjamin dans De son vivant
  - Damien Bonnard pour le rôle de Damien dans Les Intranquilles
  - Adam Driver pour le rôle d'Henry McHenry dans Annette
  - Gilles Lellouche pour le rôle de Grégory dans BAC Nord
  - Vincent Macaigne pour le rôle de Mickaël dans Médecin de nuit
  - Pio Marmaï pour le rôle de Yann dans La Fracture
  - Pierre Niney pour le rôle de Mathieu dans Boîte noire

### Meilleure actrice dans un second rôle
- Aissatou Diallo Sagna pour le rôle de Kim dans La Fracture
  - Jeanne Balibar pour le rôle de la Marquise d'Espard dans Illusions perdues
  - Cécile de France pour le rôle de Marie-Louise-Anaïs de Bargeton dans Illusions perdues
  - Adèle Exarchopoulos pour le rôle d'Agnès dans Mandibules
  - Danielle Fichaud pour le rôle de Sylvette dans Aline

### Meilleur acteur dans un second rôle
- Vincent Lacoste pour le rôle d'Étienne Lousteau dans Illusions perdues
  - François Civil pour le rôle d'Antoine dans BAC Nord
  - Xavier Dolan pour le rôle de Raoul Nathan dans Illusions perdues
  - Karim Leklou pour le rôle de Yassine dans BAC Nord
  - Sylvain Marcel pour le rôle de Guy-Claude Kamar dans Aline

### Meilleur espoir féminin
- Anamaria Vartolomei pour le rôle d'Anne dans L'Événement
  - Noée Abita pour le rôle de Lyz dans Slalom
  - Salomé Dewaels pour le rôle de Coralie dans Illusions perdues
  - Agathe Rousselle pour le rôle d'Alexia dans Titane
  - Lucie Zhang pour le rôle d'Émilie dans Les Olympiades

### Meilleur espoir masculin
- Benjamin Voisin pour le rôle de Lucien de Rubempré dans Illusions perdues
  - Sandor Funtek pour le rôle de Kool Shen dans Suprêmes
  - Sami Outalbali pour le rôle d'Ahmed dans Une histoire d'amour et de désir
  - Thimotée Robart pour le rôle de Philippe dans Les Magnétiques
  - Makita Samba pour le rôle de Camille dans Les Olympiades

### Meilleur scénario original
- Arthur Harari et Vincent Poymiro pour Onoda, 10 000 nuits dans la jungle
  - Valérie Lemercier et Brigitte Buc pour Aline
  - Leos Carax, Ron Mael et Russell Mael pour Annette
  - Yann Gozlan, Simon Moutaïrou et Nicolas Bouvet-Levrard pour Boîte noire
  - Catherine Corsini, Laurette Polmanss et Agnès Feuvre pour La Fracture

### Meilleure adaptation
- Xavier Giannoli et Jacques Fieschi pour Illusions perdues, d'après le livre Illusions perdues d'Honoré de Balzac
  - Yaël Langmann et Yvan Attal pour Les Choses humaines, d'après le livre Les Choses humaines de Karine Tuil
  - Audrey Diwan et Marcia Romano pour L'Événement, d'après le livre L'Événement d'Annie Ernaux
  - Céline Sciamma, Léa Mysius et Jacques Audiard pour Les Olympiades, d'après la bande dessinée Les Intrus d'Adrian Tomine
  - Mathieu Amalric pour Serre moi fort, d'après la pièce de théâtre Je reviens de loin de Claudine Galéa

### Meilleurs costumes
- Pierre-Jean Larroque pour Illusions perdues
  - Catherine Leterrier pour Aline
  - Pascaline Chavanne pour Annette
  - Madeline Fontaine pour Délicieux
  - Thierry Delettre pour Eiffel

### Meilleure photographie
- Christophe Beaucarne pour Illusions perdues
  - Caroline Champetier pour Annette
  - Paul Guilhaume pour Les Olympiades
  - Tom Harari pour Onoda, 10 000 nuits dans la jungle
  - Ruben Impens pour Titane

### Meilleurs décors
- Riton Dupire-Clément pour Illusions perdues
  - Emmanuelle Duplay pour Aline
  - Florian Sanson pour Annette
  - Bertrand Seitz pour Délicieux
  - Stéphane Taillasson pour Eiffel

### Meilleur montage
- Nelly Quettier pour Annette
  - Simon Jacquet pour BAC Nord
  - Valentin Féron pour Boîte noire
  - Frédéric Baillehaiche pour La Fracture
  - Cyril Nakache pour Illusions perdues

### Meilleur son
- Erwan Kerzanet, Katia Boutin, Maxence Dussère, Paul Heymans et Thomas Gauder pour Annette
  - Olivier Mauvezin, Arnaud Rolland, Edouard Morin et Daniel Sobrino pour Aline
  - Nicolas Provost, Nicolas Bouvet-Levrard et Marc Doisne pour Boîte noire
  - François Musy, Renaud Musy et Didier Lozahic pour Illusions perdues
  - Mathieu Descamps, Pierre Bariaud et Samuel Aïchoun pour Les Magnétiques

### Meilleurs effets visuels
- Guillaume Pondard pour Annette
  - Sébastien Rame pour Aline
  - Olivier Cauwet pour Eiffel
  - Arnaud Fouquet et Julien Meesters pour Illusions perdues
  - Martial Vallanchon pour Titane

### Meilleure musique originale
- Ron et Russell Mael (Sparks) pour Annette
  - Guillaume Roussel pour BAC Nord
  - Philippe Rombi pour Boîte noire
  - Rone pour Les Olympiades
  - Warren Ellis et Nick Cave pour La Panthère des neiges

### Meilleur premier film
- Les Magnétiques de Vincent Maël Cardona
  - Gagarine de Fanny Liatard et Jérémy Trouilh
  - La Nuée de Just Philippot
  - La Panthère des neiges de Marie Amiguet et Vincent Munier
  - Slalom de Charlène Favier

### Meilleur film d'animation
- Le Sommet des dieux de Patrick Imbert
  - Même les souris vont au paradis de Denisa Grimmová et Jan Bubeníček
  - La Traversée de Florence Miailhe

### Meilleur film documentaire
- La Panthère des neiges de Marie Amiguet et Vincent Munier
  - Animal de Cyril Dion
  - Bigger Than Us de Flore Vasseur
  - Debout les femmes ! de Gilles Perret et François Ruffin
  - Indes galantes de Philippe Béziat

### Meilleur film étranger
- The Father de Florian Zeller •  Royaume-Uni •  France
  - Compartiment n° 6 de Juho Kuosmanen •  Finlande •  Estonie •  Russie •  Allemagne
  - Drive My Car de Ryûsuke Hamaguchi •  Japon
  - First Cow de Kelly Reichardt •  États-Unis
  - Julie (en 12 chapitres) de Joachim Trier •  Norvège
  - La Loi de Téhéran de Saeed Roustayi •  Iran
  - Madres paralelas de Pedro Almodóvar •  Espagne

### Meilleur court métrage de fiction
- Les Mauvais Garçons d'Élie Girard
  - L'Âge tendre de Julien Gaspar-Oliveri
  - Le Départ de Saïd Hamich
  - Des gens bien de Maxime Roy
  - Soldat noir de Jimmy Laporal-Trésor

### Meilleur court métrage documentaire
- Maalbeek d'Ismaël Joffroy Chandoutis
  - America de Giacomo Abbruzzese
  - Les Antilopes de Maxime Martinot
  - La Fin des rois de Rémi Brachet

### Meilleur court métrage d'animation
- Folie douce, folie dure de Marine Laclotte
  - Empty Places de Geoffroy de Crécy
  - Le monde en soi de Sandrine Stoïanov et Jean-Charles Finck
  - Précieux de Paul Mas

### Récompenses spéciales

#### César des lycéens
- BAC Nord de Cédric Jimenez, produit par Hugo Sélignac
  - Aline de Valérie Lemercier, produit par Édouard Weil, Alice Girard et Sidonie Dumas
  - Annette de Leos Carax, produit par Charles Gillibert
  - Illusions perdues de Xavier Giannoli, produit par Olivier Delbosc et Sidonie Dumas
  - L'Événement d'Audrey Diwan, produit par Édouard Weil et Alice Girard
  - La Fracture de Catherine Corsini, produit par Élisabeth Perez
  - Onoda, 10 000 nuits dans la jungle d'Arthur Harari, produit par Nicolas Anthomé et Lionel Guedj

#### César d'honneur
- Cate Blanchett

### Révélations
La liste des trente-deux « révélations » a été dévoilée le 19 novembre 2021 par le comité Révélations de l'Académie,. Cette liste, habituellement utilisée comme référence pour les César du meilleur espoir, est cependant indicative, ce n'est pas une présélection obligatoire.
Les Révélations furent mis à l'honneur dans un album conçu par Thierry Demaizière et Alban Teurlai.

#### Masculines
- Anas Basbousi dans Haut et Fort
- Alséni Bathily dans Gagarine
- Abdel Bendaher dans Ibrahim
- Théo Christine dans Suprêmes
- Salif Cissé dans À l'abordage
- François Créton dans Les Héroïques
- Sandor Funtek dans Suprêmes
- Soufiane Guerrab dans De bas étage
- Yassine Houicha dans Fragile
- Bakary Koné dans La Nuit des rois
- David Murgia dans Tom Medina
- Sami Outalbali dans Une histoire d'amour et de désir
- Thimotée Robart dans Les Magnétiques
- Farouk Saïdi dans Maudit !
- Makita Samba dans Les Olympiades
- Benjamin Voisin dans Illusions perdues

#### Féminines
- Noée Abita dans Slalom
- Ophélie Bau dans Vaurien
- Zbeida Belhajamor dans Une histoire d'amour et de désir
- Ana Blagojevic dans À l'abordage
- Suliane Brahim dans La Nuée
- Salomé Dewaels dans Illusions perdues
- Aissatou Diallo Sagna dans La Fracture
- Christine Gautier dans Teddy
- Lilith Grasmug dans Oranges sanguines
- Suzanne Jouannet dans Les Choses Humaines
- Pauline Parigot dans Frères d'arme
- Daphné Patakia dans Benedetta
- Agathe Rousselle dans Titane
- Diane Rouxel dans La Terre des hommes
- Anamaria Vartolomei dans L'Événement
- Lucie Zhang dans Les Olympiades

## Statistiques
| Film                               | Nominations | Victoires | Catégories remportées | Catégories nommées |
| ---------------------------------- | ----------- | --------- | --- | --- |
| Illusions perdues                  | 16          | 7         | - Meilleur film - Meilleur espoir masculin pour Benjamin Voisin - Meilleur acteur dans un second rôle pour Vincent Lacoste - Meilleure adaptation - Meilleure photographie - Meilleurs costumes - Meilleurs décors | - Meilleure réalisation - Meilleure actrice dans un second rôle pour Jeanne Balibar - Meilleure actrice dans un second rôle pour Cécile de France - Meilleur acteur dans un second rôle pour Xavier Dolan - Meilleur espoir féminin pour Salomé Dewaels - Meilleur montage - Meilleur son - Meilleurs effets visuels - César des lycéens |
| Annette                            | 12          | 5         | - Meilleure réalisation - Meilleur montage - Meilleurs effets visuels - Meilleur son - Meilleure musique originale                                                                                                 | - Meilleur film - Meilleur acteur pour Adam Driver - Meilleur scénario original - Meilleurs costumes - Meilleure photographie - Meilleurs décors - César des lycéens |
| Aline                              | 11          | 1         | - Meilleure actrice pour Valérie Lemercier | - Meilleur film - Meilleure réalisation - Meilleure actrice dans un second rôle pour Danielle Fichaud - Meilleur acteur dans un second rôle pour Sylvain Marcel - Meilleur scénario original - Meilleurs costumes - Meilleurs décors - Meilleur son - Meilleurs effets visuels - César des lycéens                                       |
| BAC Nord                           | 8           | 1         | - César des lycéens | - Meilleur film - Meilleure réalisation - Meilleur acteur pour Gilles Lellouche - Meilleur acteur dans un second rôle pour François Civil - Meilleur acteur dans un second rôle pour Karim Leklou - Meilleur montage - Meilleure musique originale                                                                                       |
| La Fracture                        | 7           | 1         | - Meilleure actrice dans un second rôle pour Aissatou Diallo Sagna | - Meilleur film - Meilleure actrice pour Valeria Bruni Tedeschi - Meilleur acteur pour Pio Marmaï - Meilleur scénario original - Meilleur montage - César des lycéens |
| Boîte noire                        | 5           | 0         | — | - Meilleur acteur pour Pierre Niney - Meilleur scénario original - Meilleur montage - Meilleur son - Meilleure musique originale |
| Les Olympiades                     | 5           | 0         | — | - Meilleur espoir féminin pour Lucie Zhang - Meilleur espoir masculin pour Makita Samba - Meilleure adaptation - Meilleure photographie - Meilleure musique originale |
| L'Événement                        | 5           | 1         | - Meilleur espoir féminin pour Anamaria Vartolomei | - Meilleur film - Meilleure réalisation - Meilleure adaptation - César des lycéens |
| Onoda, 10 000 nuits dans la jungle | 5           | 1         | - Meilleur scénario original | - Meilleur film - Meilleure réalisation - Meilleure photographie - César des lycéens |
| Titane                             | 4           | 0         | — | - Meilleure réalisation - Meilleur espoir féminin pour Agathe Rousselle - Meilleure photographie - Meilleurs effets visuels |
| Eiffel                             | 3           | 0         | — | - Meilleurs costumes - Meilleurs décors - Meilleurs effets visuels |
| Les Magnétiques                    | 3           | 1         | - Meilleur premier film | - Meilleur espoir masculin pour Thimotée Robart - Meilleur son |
| La Panthère des neiges             | 3           | 1         | - Meilleur film documentaire | - Meilleure musique originale - Meilleur premier film |
| Délicieux                          | 2           | 0         | — | - Meilleurs costumes - Meilleurs décors |
| Les Intranquilles                  | 2           | 0         | — | - Meilleure actrice pour Leïla Bekhti - Meilleur acteur pour Damien Bonnard |
| Serre moi fort                     | 2           | 0         | — | - Meilleure actrice pour Vicky Krieps - Meilleure adaptation |
| Slalom                             | 2           | 0         | — | - Meilleur espoir féminin pour Noée Abita - Meilleur premier film |